# Craterocephalus
Craterocephalus é um género de peixe da família Atherinidae.
Este género contém as seguintes espécies:
- Craterocephalus amniculus Crowley & Ivantsoff, 1990
- Craterocephalus capreoli Rendahl (de), 1922
- Craterocephalus centralis Crowley & Ivantsoff, 1990
- Craterocephalus cuneiceps Whitley, 1944
- Craterocephalus dalhousiensis Ivantsoff & Glover, 1974
- Craterocephalus eyresii (Steindachner, 1883)
- Craterocephalus fistularis Crowley, Ivantsoff & G. R. Allen, 1995
- Craterocephalus fluviatilis McCulloch, 1912
- Craterocephalus fulvus Ivantsoff, Crowley & Allen, 1987
- Craterocephalus gloveri Crowley & Ivantsoff, 1990
- Craterocephalus helenae Ivantsoff, Crowley & G. R. Allen, 1987
- Craterocephalus honoriae (J. D. Ogilby, 1912)
- Craterocephalus kailolae Ivantsoff, Crowley & G. R. Allen, 1987
- Craterocephalus lacustris Trewavas, 1940
- Craterocephalus laisapi Larson, Ivantsoff & Crowley, 2005
- Craterocephalus lentiginosus Ivantsoff, Crowley & G. R. Allen, 1987
- Craterocephalus marianae Ivantsoff, Crowley & G. R. Allen, 1987
- Craterocephalus marjoriae Whitley, 1948
- Craterocephalus mugiloides (McCulloch, 1912)
- Craterocephalus munroi Crowley & Ivantsoff, 1988
- Craterocephalus nouhuysi (M. C. W. Weber, 1910)
- Craterocephalus pauciradiatus (Günther, 1861)
- Craterocephalus pimatuae Crowley, Ivantsoff & G. R. Allen, 1991
- Craterocephalus randi Nichols & Raven, 1934
- Craterocephalus stercusmuscarum (Günther, 1867)
- Craterocephalus stramineus (Whitley, 1950)